# تلقين الصبيان
تلقين الصبيان كتاب ألفه العلامة نور الدين عبد الله بن حميد السالمي، وهو كتاب يحوي شرحا يسيرا وبسيطا لما يجب على الإنسان حين يبلغ سن التكليف. للكتاب طبعات كثيرة، ولا يعرف أولها، غير أن أول الطبعات المعروفة هي تلك التي طبعت على نفقة الشيخ سالم بن محمد الرواحي. ونشرت بالمطبعة السلفية بمصر عام 1344 هـ . تبعت هذه الطبعة نسخاً كثيرة غالبها مصورة من الكتاب السابق ذكره، إلى أن أتت الطبعة الثامنة التي صححها الأستاذ عزالدين التنوخي عضو المجمع العلمي بدمشق. والتي نشرها أحفاد المؤلف عام 1390 هـ، وتلتها طبعات أخرى نسخ لما قبلها، إلا أن أتت الطبعة الحادية والعشرون التي علق عليها الأستاذ أحمد بن سليمان بن علي الكندي، والتي نشرت عام 1412 هـ، عن مكتبة الاستقامة بسلطنة عمان. كما تجدر الإشارة أن هناك نسخا من الكتاب تم تضمينها ضمن مجموعة تسمى ( بالمجموعة القيمة ) والتي صدرت في عدة طبعات. وآخر طبعات هذا الكتاب قامت بإصدارها وزارة الأوقاف والشؤون الدينية، التي اعتمدت الطبعة التي صححها تلميذ المؤلف أبو الوليد سعود بن حميد بن خليفين، التي كتبت عام 1329 هـ 

## أسباب التأليف
جاءت كتابة هذا الكتاب بطلب من صديق المؤلف نورالدين السالمي، وهو الشيخ سالم بن محمد الرواحي، حيث طلب منه كتابة شرح لمقتضيات بلوغ سن التكليف، على أن تكون لغة الكتاب سهلة يسيرة. وقد استجاب نورالدين السالمي لطلب رفيقه وقام بتأليف هذا الكتاب .

## مقاصد الكتاب
كتب المؤلف ان الهدف من الكتاب عدة مقاصد وهي :

### المقصد الأول: بيان أول ما يجب على الإنسان من الإعتقاد بالجنان .
- سقوط التكليف عن الصبي
- علامات البلوغ
- ما يجب عليه بعد البلوغ
- ما يستحيل على الله
- ما يجب ان يوصف به الله
- ما يجوز على الله
- الأنبياء والرسل والكتب
- الإيمان بالأنبياء والكتب
- صفات الرسل
- بيان الصفات الواجبة
- الصفات المستحيلة
- الصفات الجائزة
- الملائكة
- الموت وما بعده
- البعث
- الخوف والرجاء
- بيان القضاء والقدر
- المنن والدلائل
- الولاية والبراءة والوقوف .

### المقصد الثاني: بيان أول ما يجب على الإنسان من العمل بالأركان .
تتضمن نوعان من العبادات : البدنية والمالية . وهي : 
- الصلاة
- الصوم
- الحقوق
- الزكاة
- الحج
- الجهاد

## نبذة عن المقدمة
تحتوي المقدمة على نصيحة عامة لولي الصبي ( سواء أكان أبا أو غير أب ) ، وبها بيان لطرق مراعاة الصبي وطرق التعامل معه إلى حال بلوغه . وتتضمن : 
1. ما يؤمر به ولي الصبي . ( كواجب الولي بحفظ الصبي في حاله وماله، وفي بدنه وفي خلقه، وتجيز له ردعه بالسياط إذا لم يردعه الزجر، ويراعي ردعه بالسياط حسب ما يطيقه الصبي وتقتضيه سياسة الولي، وكما يؤمر ولي الصبي على حث الصبي اتباع خصال الإسلام، وتجنب النجاسات والتطهر وغيرها ..)
2. تعليم الصبي خصال الإسلام قبل البلوغ . ( فيعلم الولي الصبي الصلاة حين يبلغ سن 7 سنوات، ولا يضربه إذا تركها الا إذا بلغ عشر سنين - وان يعلمه صوم رمضان، والقرآن الكريم، وعلم الأدب، من شعر العرب وسيرتهم .
3. ويؤمر الولي بحفظ مال الصبي ويراعي الأصلح له.

## الخاتمة
وتحتوي على : ( فيما يجب على المكلف تركه من عمل بدني أو خلق نفساني ) . وهذه الأمر تشمل : 
1. أولا : الكفر بالله، والكفر بنعمته
2. ثانيا : المعاصي الباطنة . وتشمل : العجب، والكبر، والحسد، والرياء، وما تولد منها من أخلاق رديئة .
3. ثالثا : الكبائر الظاهرة . وتشمل : الزنا، والربا، واكل الميتة، والدم، ولحم الخنزير، وقتل النفس المحرمة، وقطع الطريق، وظلم العباد، والسرقة، وإيذاء المسلمين وتخويفهم، والسعي بالفساد في الأرض، ونصرة الباطل، ومكابرة الحق ومعاتدة اهله، وشرب الخمر وجميع المسكرات، ولبس الذهب والحرير، وإلى غير ذلك .